# 中華民国政府の台湾への移転
中華民国政府の台湾への移転（ちゅうかみんこくせいふのたいわんへのいてん、中国語: 中華民國政府遷台）では、中華民国の政府機能が台湾へ移転したことについて説明する。
第二次国共内戦の末期、1949年から1950年にかけて中国国民党と政府、約200万人の兵士と民間人が移転した。 中国大陸から台湾へ、中華民国陸軍の主力に加えて、多くの民間人も中国本土を離れるために国軍に追随した。
中華民国政府の台湾への移転は、中華民国の歴史と現代台湾の歴史の両方において大きな出来事であり、当時の蔣介石総統が率いる中華民国政府、国軍、国民党は当初、台湾に一時的に撤退し、中華民国の国家的優先事項として、中国大陸の支配を取り戻すために本土を反撃する準備をして、軍を再編成し統合することを計画した。そのため、プロパガンダとして反共抗俄歌や大陸への反撃を宣伝する曲、ポスターなどを作成した。
1988年1月13日に蔣経国が死ぬと李登輝が総統に就任、「反攻大陸」のスローガンをおろし、中華民国政府の方針は台湾本土の発展や近代化に変わっていき、現在に至っている。
2004年以降、中華民国政府は、領土が中国本土を含む「中華民国の包括的地図」を発行しなくなり、現在統治されている台湾、澎湖、金門、馬祖の地域に変更した。しかし、中華民国憲法によれば、中国本土は依然として中華民国の管轄区域であり、中華民国政府は、管轄下で中国本土に対する主権を放棄していない。

## 背景
1945年の第二次世界大戦終結後、蔣介石率いる中国国民党と毛沢東率いる中国共産党との間で内戦が発生した。国民党は都市部の上・中流階級を支持基盤とし、アメリカからの援助を受けていた一方、共産党は農村を支持基盤としソ連からの支援を受けていた。日中戦争中、共産党は農民を対日戦に動員し1945年までに100万人近い兵力を保持していた。国民党軍はアメリカから支援されていたが、効果的な指導力と政治的統一性が欠けていた。1949年1月、蒋介石は総統を退き、副総統の李宗仁が職務を代行した。 李宗仁は中国共産党と交渉したが、中華民国政府は中国共産党の無条件降伏に等しい要求を受け入れることができなかった。1949年4月中旬、李宗仁はさらなる交渉延期を求めて失敗し、その後、人民解放軍は長江を渡った（渡江戦役）。12月7日、中華民国政府は台湾省台北市に政府を移転すると発表した。 台湾には既に約300,000人の兵士が転進されていた。

## 人員の再配置

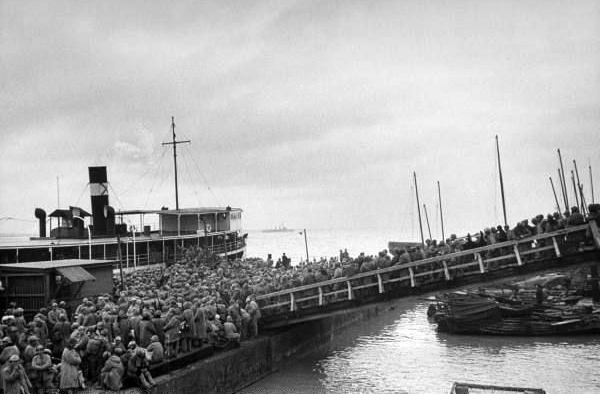
1949年、国軍は呉淞で船に乗り込み、台湾に撤退した。

1948年8月から4ヶ月間、中華民国は空軍を台湾に移転させ、80機以上の航空機と3隻の艦船を移動させた。 陳錦昌はその著書『蔣中正遷台記』の中で、1948年8月から1949年12月にかけて、台湾と中国大陸の間を毎日平均50から60機の飛行機が飛び、燃料や弾薬を運んでいたと書いている。蔣介石はまた、国民党軍の海軍艦艇26隻を台湾に派遣した。人民解放軍の最後の攻勢は、1949年4月20日に始まり、夏の終わりまで続いた。中国共産党は8月までに中国大陸のほぼ全域を制圧した。国民党が維持できたのは、太平島と金馬地区、広東省の一角、西南の森林地帯、そして西北の辺境地帯だけであった。
中央研究院歴史語言研究所の傅斯年所長は、学者たちに台湾に逃げるよう説得し、書籍や文書を持って来させた。 中央研究院、国立故宮博物院、国立清華大学、国立交通大学、東呉大学、輔仁大学、聖イグナチオ高校などの機関や大学が台湾に再建された。
現在の推計によると、合計で900,000 - 1,100,000人が1945年から1955年の間に中国本土から台湾へ移住したと言われている。日本統治時代の終わりには島の人口は6,500,000人だったと推定されている（台湾の人口も参照）。これらのうち約50万人の日本人は、1946年までにほとんどが本国に引き揚げた。しかし移民の数は、日本統治前または統治中に正確な国勢調査が行われていないため、確実には分かっていない。1956年の国勢調査では、本土からの64万人の民間人移民を数えている。当時、軍隊の規模は秘密であり、台湾では大分後に公開され、580,000人の兵士を数えた。しかし、アメリカの現代の諜報機関は、その数をわずか450,000人としている。さらに、一部の軍人は1956年以前に除隊したため（または他の理由で）両方の数に含まれているが、他の軍人は地元で徴兵され、移民ではなかった。このような考察により、学者たちは上記の推定値にたどり着いた。最大200万人から300万人の移民の上限推定値は、古い出版物によく見られることに留意すべきである。同様の規模の移民は当時香港でも起こった。

## 本土からの国庫の移転
1948年、中華民国政府は台湾への撤退を計画し、国庫の金と文物の台湾への移転を開始した。中国本土から出荷された金の量は、資料によって異なるが、通常300万両（約113.6 - 115.2トン）以上と推定される 。1949年6月15日、旧台湾ドルに代わって新台湾ドルが4万分の1の比率で発行された。中華民国の経済は1945年以降ハイパーインフレに見舞われていたが、台湾撤退後に当地の経済を安定させるため、この金塊のうち80万両が使われたと言われている。中華民国政府が移転させた物品のうち、文化財は現在台北の国立故宮博物院に保管されている。 台北の故宮博物院によると、1948年に、朱家驊、王世杰、傅斯年などの北平故宮博物院の関係者が集まり、文物の安全を守るために所蔵品を台湾に送ることを検討したと伝わる。台湾に持ち込まれた文化財のうち、最も有名なものは肉形石、翠玉白菜、毛公鼎の三点であり故宮三宝と呼ばれる。歴史家の呉兴镛によると、国庫の台湾移転は蔣介石が直接指示していたため、秘密裏に実行された。中華民国政府の軍事財政の責任者であった蔣介石と呉の父親だけが、台湾への国庫移動について知っており、蔣介石の命令のほとんどすべてが口頭で出され、財務大臣でさえ、この計画に介入する権限を持っていなかったという。この記録は蔣介石が総統府に機密書類として保管し、機密解除されたのは1975年4月の蔣介石の死から40年以上経った後のことだった。中国本土では蔣介石が文化財を略奪して台湾に持ち去ったとみなされているが、中華民国政府の台湾撤退から20年後に中国本土で発生した文化大革命において文化財の破壊と略奪が広範囲で行われたため、現在台湾に現存する文化財がもし中国本土に残されたままであれば、破壊されたであろうという見方もある。

## 軍事行動

### 中国本土奪還計画
国民政府が台湾に撤退した際、いずれ中国本土を奪還する予定だった。台湾への撤退後、蔣介石は他の国民党指導者と共に独裁政権を樹立し、本土への侵攻計画である国光計画を計画した。この計画には、上陸作戦や敵背後での特殊作戦を含む26の作戦が含まれていた。彼は息子の蔣経国に福建省と広東省への空襲計画の立案を命じた。もし実行されていれば歴史上最大の海上侵攻になるはずだった。

## 参照
1. 1 2 3 4  Han, Cheung. “Taiwan in Time: The great retreat”. Taipei Times.  オリジナルの2020年6月20日時点におけるアーカイブ。 2019年6月14日閲覧。
2. ↑  兩岸關係定位與國際空間：臺灣參與國際活動問題研究 アーカイブ 2020年2月7日 - ウェイバックマシン，第215頁，祝捷，崧燁文化，2019-01-08， "李登輝、陳水扁在主張主權僅及於「台澎金馬」的同時，不忘重申治權也及於「台澎金馬」的主張。"
3. ↑  中華民國發展史: 兼論兩個中國的互動與衝突 アーカイブ 2020年2月7日 - ウェイバックマシン，第475頁，李功勤，幼獅文化事業股份有限公司，2002，"1996.3總統大選後李登輝接受亞洲華爾街日報專訪指出，中華民國的主權與治權僅及於臺澎金馬，臺灣是主權獨立的國家。"
4. 1 2  “Civil War 1945-1949”. 2023年6月4日閲覧。
5. ↑  “1949年12月7日 国民党政府宣布迁都台北”. 2020年7月4日時点のオリジナルよりアーカイブ。2023年6月4日閲覧。
6. ↑  Meng-Hsuan Yang. "The great exodus: sojourn, nostalgia, return, and identity formation of Chinese mainlanders in Taiwan, 1940s-2000s". Dissertation, University of British Columbia, 2012, p. 50–61.
7. ↑  “How one man took China's gold”. MINING.com.  オリジナルの2016年2月7日時点におけるアーカイブ。 2018年7月15日閲覧。
8. ↑  1950年6月3日，收錄於國史館典藏《俞鴻鈞呈蔣中正臺灣銀行發行準備外匯暨黃金儲蓄及收付各情形》第二頁，數位典藏號 002-080109-00005-005
9. ↑  Museum (2017年5月17日). “Brief Chronology”. National Palace Museum. 2020年4月5日時点のオリジナルよりアーカイブ。2018年7月15日閲覧。
10. ↑  “How one man took China's gold”. MINING.com 2018年7月15日閲覧。
11. ↑  Shu-Ling, Ko (2014年6月17日). “Museums to display Taiwan’s treasures”. The Japan Times Online. ISSN 0447-5763.  オリジナルの2020年4月11日時点におけるアーカイブ。 2018年7月15日閲覧。